# Just Tattoo of Us
Just Tattoo of Us è un reality show britannico distribuito dall'emittente MTV in onda dal 2017.

## Produzione
Il 24 aprile 2018 viene confermata la terza stagione, con Scotty T in sostituzione di Stephen Bear.

## Edizioni

### Prima edizione (2017)

#### Episodi
| Titolo               | Prima TV originale | Prima TV in italiano |
| -------------------- | ------------------ | -------------------- |
| Episode 1            | 3 aprile 2017      | 7 giugno 2017        |
| Episode 2            | 10 aprile 2017     | 14 giugno 2017       |
| Episode 3            | 17 aprile 2017     | 21 giugno 2017       |
| Episode 4            | 24 aprile 2017     | 28 giugno 2017       |
| Episode 5            | 1º maggio 2017     | 5 luglio 2017        |
| Episode 6            | 8 maggio 2017      | 12 luglio 2017       |
| Episode 7            | 15 maggio 2017     | 19 luglio 2017       |
| Episode 8            | 22 maggio 2017     | 26 luglio 2017       |
| Episode 9 (speciale) | 29 maggio 2017     | 2 agosto 2017        |

### Seconda edizione (2017)

#### Episodi
| Titolo    | Prima TV originale | Prima TV in italiano |
| --------- | ------------------ | -------------------- |
| Episode 1 | 2 ottobre 2017     | 6 dicembre 2017      |
| Episode 2 | 9 ottobre 2017     | 13 dicembre 2017     |
| Episode 3 | 16 ottobre 2017    | 20 dicembre 2017     |
| Episode 4 | 23 ottobre 2017    | 27 dicembre 2017     |
| Episode 5 | 30 ottobre 2017    | 3 gennaio 2018       |
| Episode 6 | 6 novembre 2017    | 10 gennaio 2018      |
| Episode 7 | 13 novembre 2017   | 17 gennaio 2018      |
| Episode 8 | 20 novembre 2017   | 24 gennaio 2018      |
| Episode 9 | 27 novembre 2017   | 31 gennaio 2018      |

### Terza edizione (2018)

#### Episodi
| Titolo    | Prima TV originale | Prima TV in italiano |
| --------- | ------------------ | -------------------- |
| Episode 1 | 21 maggio 2018     | 6 giugno 2018        |
| Episode 2 | 28 maggio 2018     | 13 giugno 2018       |
| Episode 3 | 4 giugno 2018      | 20 giugno 2018       |
| Episode 4 | 11 giugno 2018     | 27 giugno 2018       |
| Episode 5 | 18 giugno 2018     | 4 luglio 2018        |
| Episode 6 | 25 giugno 2018     | 11 luglio 2018       |
| Episode 7 | 2 luglio 2018      | 18 luglio 2018       |
| Episode 8 | 9 luglio 2018      | 25 luglio 2018       |
| Episode 9 | 16 luglio 2018     | 1º agosto 2018       |

### Quarta edizione (2018-2019)

#### Episodi
| Titolo    | Prima TV originale | Prima TV in italiano |
| --------- | ------------------ | -------------------- |
| Episode 1 | 29 ottobre 2018    | 28 gennaio 2019      |
| Episode 2 | 5 novembre 2018    |                      |
| Episode 3 | 12 novembre 2018   |                      |
| Episode 4 | 19 novembre 2018   |                      |
| Episode 5 | 26 novembre 2018   |                      |
| Episode 6 | 3 dicembre 2018    |                      |